# Normierbarer Raum
Ein normierbarer Raum oder normierbarer Vektorraum ist in der Mathematik ein topologischer Vektorraum, dessen Topologie durch eine Norm erzeugt werden kann. Normierbare Räume werden insbesondere in der Topologie und in der Funktionalanalysis untersucht.

## Definition
Ein topologischer Vektorraum {\displaystyle (V,{\mathcal {T}})} heißt normierbar, wenn es eine Norm {\displaystyle \|\cdot \|} auf {\displaystyle V} gibt, sodass das Mengensystem {\displaystyle (U_{\varepsilon })_{\varepsilon >0}} mit
{\displaystyle U_{\varepsilon }:=\{v\in V:\|v\|\leq \varepsilon \}}
eine Umgebungsbasis des Nullvektors bezüglich der Topologie {\displaystyle {\mathcal {T}}} bilden. Das ist äquivalent dazu, dass die Topologie auf {\displaystyle V} durch die Norm {\displaystyle \|\cdot \|} induziert wird.

## Eigenschaften
Im Allgemeinen kann die Topologie eines normierbaren Raums durch mehrere Normen erzeugt werden. Sind {\displaystyle \|\cdot \|_{a}} und {\displaystyle \|\cdot \|_{b}} zwei Normen, die die gleiche Topologie erzeugen, so sind diese beiden Normen zueinander äquivalent. Wird eine der möglichen Normen ausgewählt, dann wird {\displaystyle V} zu einem normierten Raum, dessen Normtopologie mit {\displaystyle {\mathcal {T}}} übereinstimmt.
Normierbarkeit bleibt unter folgenden Operationen erhalten:
- Jeder Untervektorraum eines normierbaren Raums ist wieder normierbar.[3]
- Der Faktorraum eines normierbaren Raums nach einem abgeschlossenen Untervektorraum ist wieder normierbar.[3]
- Das direkte Produkt einer Familie normierbarer Räume ist genau dann wieder normierbar, wenn nur endlich viele dieser Räume ungleich dem Nullvektorraum sind.[4]
- Die Vervollständigung eines normierbaren Raums ist wieder normierbar.[3]

## Kriterien für Normierbarkeit
Nach dem Normierbarkeitskriterium von Kolmogoroff ist ein hausdorffscher topologischer Vektorraum genau dann normierbar, wenn er eine beschränkte und konvexe Nullumgebung besitzt. Insbesondere ist jeder hausdorffsche lokalkonvexe Raum mit beschränkter Nullumgebung normierbar.
Beispiele für nicht normierbare topologische Vektorräume sind alle nicht lokalkonvexen Räume, insbesondere Lp([0,1]) mit 0 < p < 1, sowie alle unendlichdimensionalen Montel-Räume, insbesondere die Räume {\displaystyle {\mathcal {D}}\left(\Omega \right)}, {\displaystyle {\mathcal {S}}\left(\Omega \right)}, {\displaystyle {\mathcal {E}}\left(\Omega \right)}, {\displaystyle {\mathcal {E}}'\left(\Omega \right)}, {\displaystyle {\mathcal {S}}'\left(\Omega \right)} und {\displaystyle {\mathcal {D}}'\left(\Omega \right)} der Distributionentheorie. Weitere Beispiele für nicht normierbare topologische Vektorräume liefert die schwache Topologie {\displaystyle \sigma } auf unendlichdimensionalen normierten Räumen {\displaystyle E}, denn der Raum {\displaystyle \left(E,\sigma \right)} ist genau dann normierbar, wenn {\displaystyle E} endlichdimensional ist.